# Eugeni Badia i Lloret
Eugeni Badia Lloret (Balaguer, 19 d'abril de 1904 – Barcelona, 14 de març de 1967) fou pianista i compositor.

## Biografia
Es formà com a pianista i organista amb Robert Goberna i estudià composició amb Amadeu Cuscó, Enric Morera i Antoni Massana i Bertràn. En els seus inicis com a pianista actuà fora de Catalunya i treballà com a organista en diverses esglésies de Barcelona, entre elles La Concepció. Com a director artístic va treballar a Ràdio Associació de Catalunya, Ràdio Catalana i Ràdio Espanya de Barcelona.

## Obra
Fou un compositor prolífic de música religiosa. Una de les seves obres més destacades fou la Sonata a l’antiga, escrita l’any 1943, i caracteritzada per un estil neoclàssic. També compongué obra per a cobla, piano, cançons i algunes sarsueles.
- Música de cambra: Sonata a l’antiga.
- Música escènica: El guerrillero, La virgen de Guadalupe.
- Música per a cobla: No em deixis sol (ca. 1960), La Vall de Núria (1954).